# Anopheles auyantepuiensis
Anopheles auyantepuiensis is een muggensoort uit de familie van de steekmuggen (Culicidae). De wetenschappelijke naam van de soort is voor het eerst geldig gepubliceerd in 1996 door Harbach & Navarro.